# Финикийский корабль
«Финики́йский кора́бль» — первая историческая повесть, написанная русским советским писателем Василием Яном в 1931 году, произведение для юношества.

## Сюжет
Книга начинается с рассказа о том, что якобы некая доктор Виктория Мартон в ходе раскопок на восточном берегу Средиземного моря, на месте, где когда-то стоял знаменитый финикийский город Сидон, нашла библиотеку, написанную около 3000—4000 лет назад. Среди находок любительницы древностей, отрывков древнейших сочинений по медицине, астрологии и истории, оказались также более поздние записки одного моряка о его удивительных приключениях на разных морях, которые и послужили основой для написания повести «Финикийский корабль».
Выдумав эти «записки» финикийского моряка, В. Ян наполнил их подлинно историческим содержанием, воссоздав историю Финикии и её колоний по другим, дошедшим до нас источникам — по произведениям карфагенских и греко-римских авторов и, прежде всего, по Библии.
В центре повествования — образы финикийского мальчика Элисара, его учителя и друга, мудрого старца Софэра, безжалостного пирата, хищника морей Лала-Зора. У каждого из этих героев странствий своя цель: Элисар ищет отца, плотника Якира, посланного царем Тира на работы в Иерусалим для построек царя Соломона и затем бесследно исчезнувшего. Соломон и его сын Ровоам появляются на страницах книги, поэтому время действия можно датировать периодом между 972—928 гг. до н. э. (датами рождения Ровоама и смерти Соломона).
Старый полуслепой Софэр, спутником которого становится мальчик, разыскивает «людей, которые не делают несправедливости и не угнетают слабых». Пират Лала-Зор рыщет по морям в жажде наживы. Действие повести переносит читателя в древние легендарные страны и города — Сидон, Иерусалим, Карфаген, в страну Канар, на Счастливые острова (где знакомит с загадочным народом уанчи), даёт возможность выучить вместе с героем финикийскую азбуку.
Книга нарочно обрывается перед счастливым возвращением мальчика домой, к матери, однако поскольку его записки найдены в родном Сидоне, логично предположить, что оно состоялось.

## Характеристика
В первой исторической повести В. Яна отразились идеи, которые он будет развивать в своих последующих художественных произведениях. Носителями мудрости в них будут простые люди, выходцы из народа, активные борцы за его счастье. Их антагонистами станут тираны и себялюбцы, узколобые фанатики, готовые ради прихоти или абстрактных идей повергнуть весь мир в пучину бедствий.
Андрей Платонов в своей рецензии 1947 года пишет: «Книга В. Яна органически соединяет в себе элементы знания и поэзии, поэтому знание из книги легко ложится в сознание читателя, а поэзия образов книги не только оставляет след в сердце, но и след в разуме. Нам кажется лишь, что автор поступил бы более справедливо, если бы сказал в своей книге, что ныне, в нашу историческую эпоху, человечество гораздо ближе к „Стране Счастливых Островов“; более того, значительная часть человечества уже вступила на землю счастья и справедливости и никогда не покинет этой земли».